# Isla de Versalles

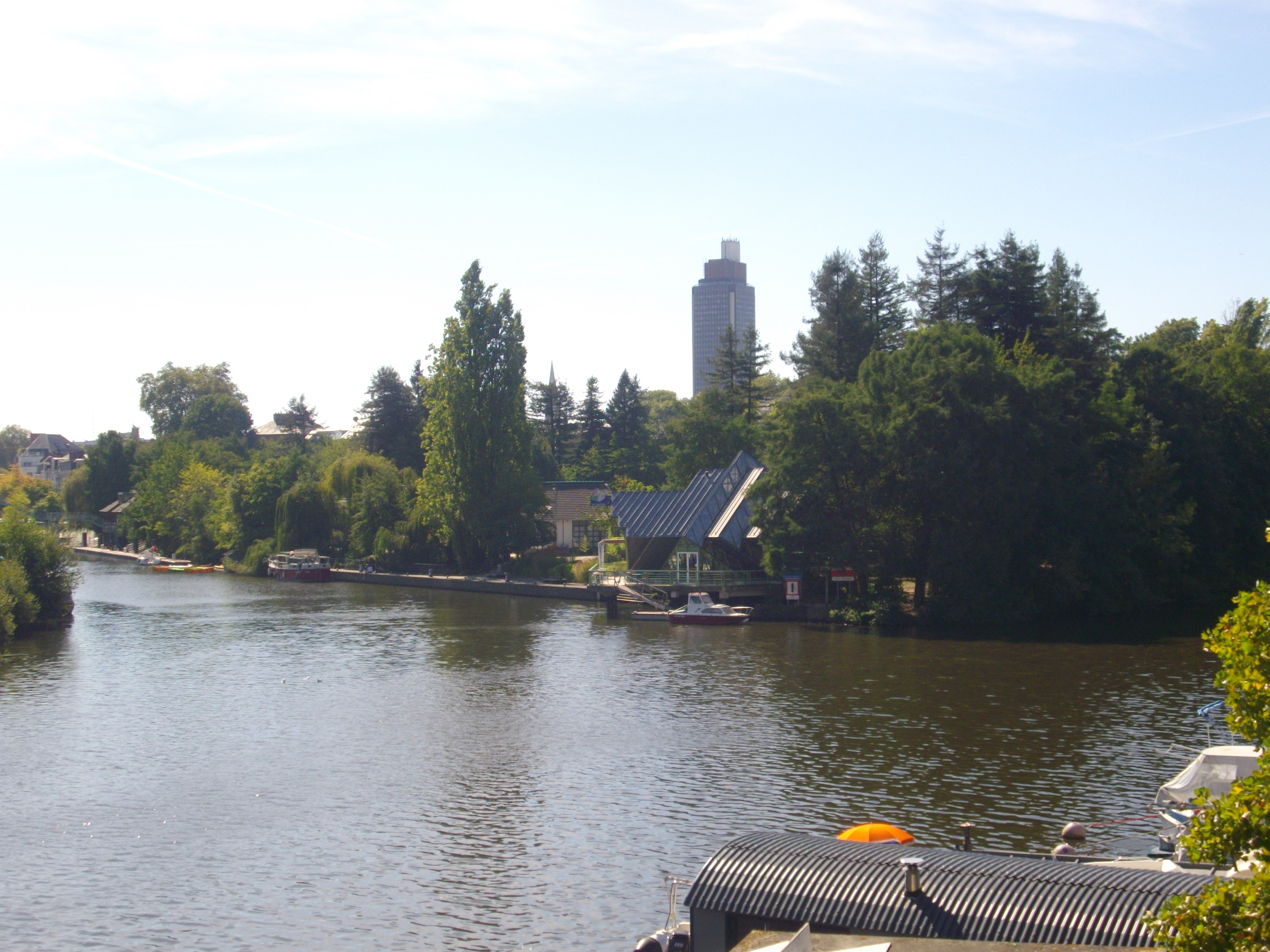
Isla de Versalles.

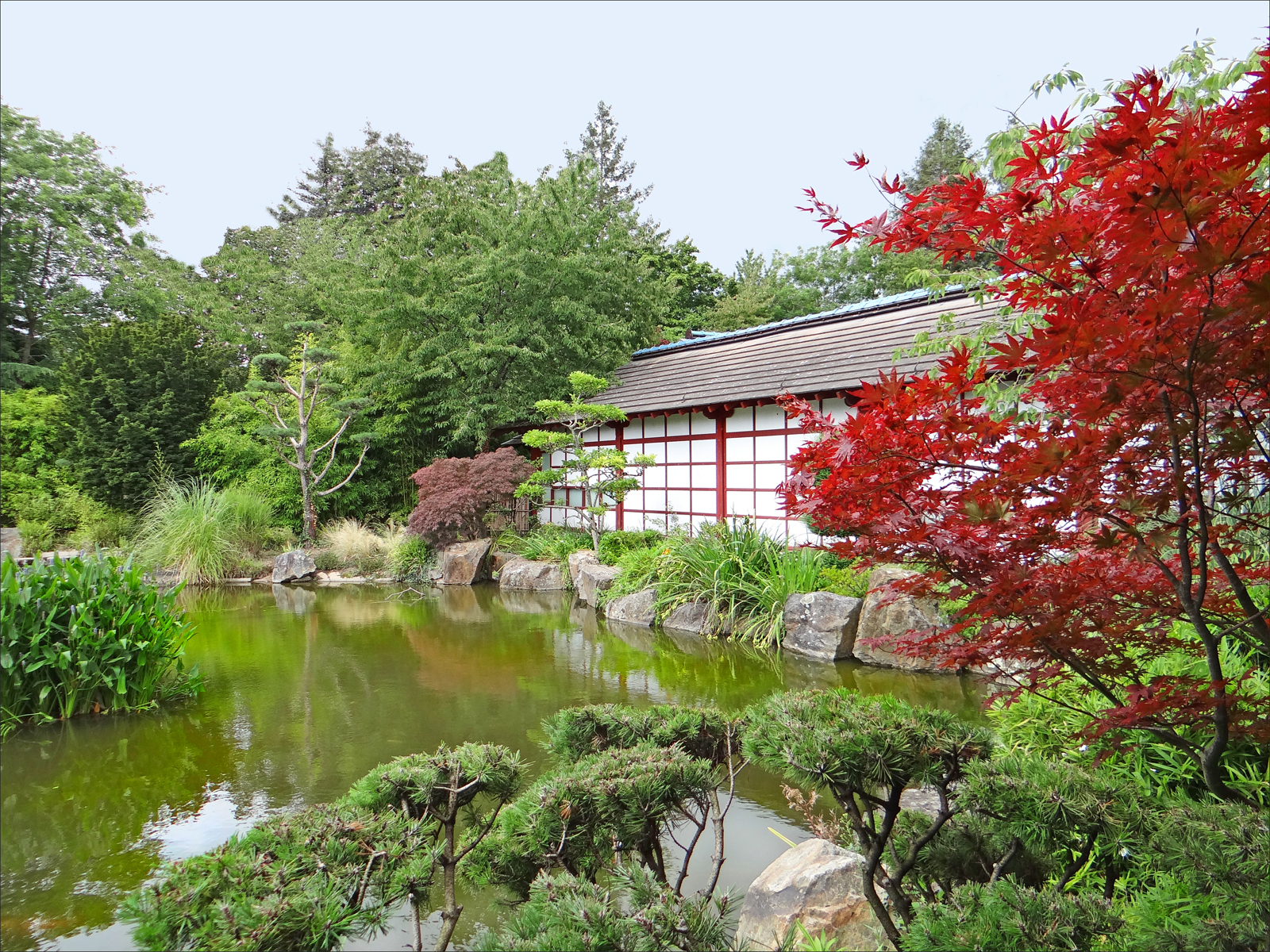
Jardín japonés de la isla.

La isla de Versalles (en francés île de Versailles) es una isla fluvial, parcialmente artificial, del río Erdre a su paso por la ciudad de Nantes (Francia). Fue construida a partir de los materiales de excavación y dragado obtenidos durante la construcción del canal de Nantes a Brest.

## Geografía
Con una superficie de 1,7 hectáreas, la isla es la última del río Erdre antes de llegar a la desembocadura. Se encuentra a unos 400 metros del túnel de San Félix de Nantes, y está situada ligeramente más cerca de la rivera derecha que de la izquierda. El acceso a la isla se realiza a través de un puente de piedra (situado en su extremo sur) construido en torno a 1845, y también mediante dos pasarelas metálicas (una al sureste y otra al noroeste) instaladas en 1988.

## Historia
La primera evidencia de la existencia de la isla es un plano de 1761. En aquella época el entorno de la isla no era más que un paraje cenagoso. No fue hasta 1831 cuando se empiezan a depositar allí los escombros obtenidos de las obras de construcción del canal de Nantes a Brest. En 1840 un empresario compra la isla para revenderla más adelante por parcelas. Durante más de un siglo, la isla tuvo mucha actividad: allí se instalaron lavanderías, carpinterías, curtidurías, forjas y negocios de construcción de barcos. La isla estuvo bastante abandonada desde los años 1950 hasta 1986, año en el que la ciudad compró todas las parcelas y la reconvirtió en un jardín de inspiración japonesa. El jardín se inauguró el 11 de septiembre de 1987 y en la actualidad cuenta con una exuberante vegetación compuesta por bambúes, cipreses de los pantanos, rododendros, camelias y cerezos japoneses.